# 1634: Справа Галілея
1634: «Справа Галілея» (англ. 1634: The Galileo Affair) — четверта книга та третій роман, опублікований у серії альтернативної історії «1632». Вона написана спільно американськими авторами Еріком Флінтом і Ендрю Деннісом і була опублікована 2004 року. У ньому розповідається про діяльність групи посольства, надісланої зі Сполучених Штатів Європи (Ґрантвілль) до Венеції, Італія, де троє молодих братів Стоун беруть участь у місцевих Комітетах листування та судовому процесі інквізиції над Галілео Галілеєм.

## Короткий зміст сюжету
Після союзу Ґрантвіля з Густавом Адольфом і їхніх військових успіхів тексти сучасних історичних книг XVII століття стали дуже популярними серед могутніх діячів Європи та викликали драматичні наслідки та потрясіння на континенті. Серед постраждалих — Священна Римо-Католицька Церква з її релігійними угіддями. Отець Лоренс Маццаре розпочав суперечку, дозволивши отцю Фредріху фон Шпее прочитати його власний запис у Католицькій енциклопедії, тим самим посиливши опір єзуїтів інквізиції. Також Маццаре надав копії документів Другого Ватиканського Собору та інших документів монсеньйору Джуліо Мазаріні, що змусило Папу Урбана VIII вимагати короткого викладу католицьких богословських реформ протягом наступних століть в оригінальній шкалі часу.
Новостворені Сполучені штати Європи діють для відкриття торговельного коридору з Близьким Сходом через Венецію для забезпечення поставок матеріалів, недоступних у Західній Європі; отримання політичних союзників у цих регіонах; і релігійних союзників для поширення доктрин релігійної толерантності та відділення церкви від держави. Майкл Стернз обирає Лоуренса Маццаре очолити делегацію до Венеції через його нинішню славу (або погану популярність) серед католиків. Маццаре просить Саймона Джонса, методистського священника, та отця Августа Гайнцерлінга супроводжувати його на знак віротерпимості. Джонс стає помічником Маццаре. Стернс також посилає Тома Стоуна та його сім'ю для допомоги у виробництві фармацевтичних препаратів, Шерон Ніколс для допомоги в медичній освіті (і дати їй щось корисне для роботи, поки вона сумує через смерть Ганса Ріхтера в «1633»), і Ернста Мауера для консультацій щодо громадська санітарія. Лейтенант Конрад Урсінус призначений військово-морським аташе та радником з кораблебудування, а шотландський капітан Ендрю Леннокс призначений військовим аташе та командувачем морської охорони. Лейтенант Біллі Трамбл відправляється старшим начальником ескорту морської піхоти, а також спортивним радником. Однак проти делегації виступає французьке посольство у Венеції на чолі з Клодом де Месмом, графом д'Аво, якому кардинал Рішельє наказує зірвати торгові переговори між США та Венецією.

## Літературне значення та відгуки
Publishers Weekly у своєму огляді стверджує, що «книга загрузла в деталях. У ній просто занадто багато інформації. Приємно читати альтернативну історію, де проблеми двох людей складають цілу гору бобів, що не дивно, оскільки всі частини цієї популярної серії на сьогоднішній день були зосереджені як на звичайних людях, так і на королях і генералах. Фінальна гонитва — це буквально бунт». School Library Journal був неоднозначним у своїй рецензії, кажучи, що «це гарний вибір для шанувальників альтернативної історії, хоча ті, хто віддає перевагу більш серйозним роботам Гаррі Тертлдава, на свій смак можуть вважати їх надто оптимістичними. Крім того, знайомство з попередніми творами є обов'язковим, оскільки автори поміщають читачів прямо в центр подій». Booklist також зазначив, що книга «важка для новачків, але молодим людям, які знають серію, сподобається ця остання частина», і це допоможе, якщо читач матиме попередні книги.
«1634: Справа Галілея» була першою книгою серії «1632», яка була включена до списку бестселерів художньої літератури в твердій обкладинці New York Times. Протягом квітня 2004 року ця книга змогла залишатися в списку NY Times протягом 2 тижнів, досягнувши 27 місця.
Окрім того, що книга «1634: Справа Галілея» була внесена до списку бестселерів NY Times, також була першою книгою в серії 1632, яка опинилася на вершині списку бестселерів Locus (журнал) у твердих обкладинках за липень 2004 року, а також змогла досягти третього місця, залишаючись у списку бестселерів Locus Paperbacks протягом 2 місяців 2005 року.